# Courpignac
Courpignac é uma comuna francesa na região administrativa da Nova Aquitânia, no departamento de Charente-Maritime. Estende-se por uma área de 14,97 km². Em 2010 a comuna tinha 421 habitantes (densidade: 28,1 hab./km²).